# Antoon Verschoot

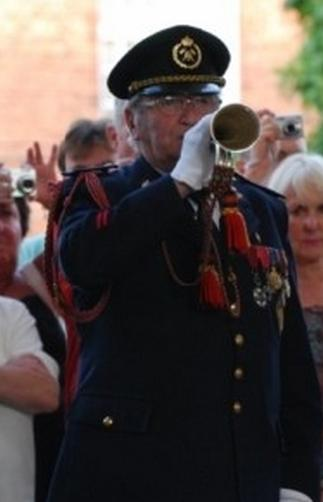
Antoon Verschoot

Antoon Verschoot (Ieper, 19 juni 1925 - 1 februari 2017) was een Belgische brandweerman, en klaroenblazer.

## Biografie
Hij trouwde in 1950 met Suzanne Lefever en samen kregen ze drie kinderen. Daarnaast heeft Antoon Verschoot zes kleinkinderen.
Verschoot ging in 1950 bij de Ieperse brandweer. In 1954 begon hij als klaroenblazer voor de Last Post Association te Ieper. Sindsdien bleef hij de Last Post blazen onder de Menenpoort. Hij is in veel landen bekend, waaronder Groot-Brittannië, Australië, Nieuw-Zeeland. Hij is de oudste en langdurigste klaroenblazer van de Association en kreeg al diverse eretekens: Order of Australia, BME, Lid in de Orde van het Britse Rijk, Ridder in de Kroonorde. Hij heeft in meer dan 60 jaar dienst meer dan 15.000 keer de Last Post geblazen. Op zaterdag 12 december 2015 heeft hij zijn laatste Last Post geblazen.
In 1990 begon hij als zingend lid voor het Sint-Niklaas-Mannenkoor.